# Paulo Oliveira
Paulo André Rodrigues de Oliveira, född 8 januari 1992 i Famalicão, är en portugisisk fotbollsspelare som spelar för Braga. Han har även spelat för Portugals landslag.

## Karriär
Den 28 juni 2021 värvades Oliveira av Braga, där han skrev på ett fyraårskontrakt.

## Meriter

### Klubb
Vitória Guimarães
- Portugisiska cupen: 2012/2013

Sporting Lissabon
- Portugisiska cupen: 2014/2015